# Sucré salé (Québec)
 (août 2013).
Si vous disposez d'ouvrages ou d'articles de référence ou si vous connaissez des sites web de qualité traitant du thème abordé ici, merci de compléter l'article en donnant les références utiles à sa vérifiabilité et en les liant à la section « Notes et références ».
Sucré salé est une émission de télévision québécoise diffusée durant la période estivale, du lundi au vendredi, depuis le 3 juin 2002 sur le réseau TVA.

## Description
Animée par Guy Jodoin, elle fut au départ enregistrée à La Ronde, un parc d'amusement de Montréal. L'émission est tournée à l'avance dans un lieu que l'artiste vedette du jour affectionne beaucoup. L'artiste invité remet un cadeau pour l'Hôpital Sainte-Justine qui sera remise à la fin de la saison.
Un volet de l'émission, appelé Toc toc toc, c'est Guy, vise à rencontrer le public à leur domicile. Si un téléspectateur est en train d'écouter l'émission, l'animateur lui offre un cadeau… Plus tard, de nombreux segments seront ajoutés, notamment "Le Confessional de Guy" et la "Guymobile".
Le 29 août 2014, Guy Jodoin quitte l'émission, et Patrice Bélanger devient le nouvel animateur pour l'été 2015 Le 9 septembre 2022, Patrice Bélanger quitte l'émission, et Mélanie Maynard devient la nouvelle animatrice depuis l'été 2023 .

## Collaborateurs
Quelques reporters de l'émission :
Nouveau collaborateurs été 2023
- Mathieu Dufour
- Patricia Paquin
- Dave Morissette
- Marthe Laverdière
- Geneviève Hébert-Dumont
- Jean-Michel Leblond
- Audrey Roger
- Andréanne A. Malette
- Alexandre Bisaillon

Collaborateur vétérans : 
- Marie-Josée Gauvin
- Simon Boulerice
- Emilie Fournier
- Bryant Audet
- Varda Etienne
- Francisco Randez